# John M. Zwach
John Matthew Zwach, född 8 februari 1907 i Redwood County i Minnesota, död 11 november 1990 i Lucan i Minnesota, var en amerikansk politiker. Han representerade Republikanska partiet i USA:s representanthus 1967–1975.
Zwach efterträdde 1967 Alec G. Olson som kongressledamot och efterträddes 1975 av Rick Nolan.